# Identikit di un delitto
(Tagline del film)
Identikit di un delitto (The Flock) è un film del 2007 di Andrew Lau con protagonisti Richard Gere e Claire Danes, distribuito nelle sale italiane il 14 agosto 2008. È il primo film in lingua inglese del regista.

## Trama
Erroll Babbage è un agente federale prossimo alla pensione (anticipata dato che i suoi colleghi non sopportano più i suoi metodi) che ha il compito di tenere sotto controllo il recupero alla società di ex detenuti colpevoli di reati a sfondo sessuale, in modo che evitino di molestare o assassinare bambini o adolescenti.
Mentre l'agente Babbage è intento ad addestrare la recluta Allison Lowry, destinata a prendere il suo posto, indaga su un misterioso caso di sparizione di una ragazza.
In questo caso però l'agente Babbage è fin troppo coinvolto emotivamente e quindi si ritrova ad affrontare anche i propri demoni. L'agente ha inoltre la convinzione che la ragazza scomparsa sia stata rapita da uno dei criminali in libertà vigilata del Flock (ovvero il gregge, come vengono chiamate dal dipartimento le persone violente, instabili e imprevedibili).
La nuova agente Lowry, che fa ora coppia con lui, deve imparare a conoscere questo lavoro e aiutare il suo mentore a restare dalla parte della legge, iniziando ad indagare assieme a lui, anche nel mondo della magia nera.

## Produzione
Rigirato in parte da Niels Mueller, il film ha avuto molti problemi di produzione e distribuzione. Lau abbandonò il film in fase di montaggio, a causa di dissidi con la produzione, il film fu altamente rimaneggiato e distribuito, contro il parere di Richard Gere che non apprezzò la nuova versione del film considerandola troppo morbosa. Tempo dopo l'attore riuscì a sue spese a rimontare il film riportandolo il più possibile alla versione voluta da Lau. Per questi motivi esistono due versioni del film, entrambe uscite in DVD, una per il mercato europeo e l'altra per il mercato americano.
In Italia ha incassato € 386.000.